# Desa Harjosari (administrativ by i Indonesien, lat -7,61, long 111,08)
Desa Harjosari är en administrativ by i Indonesien.   Den ligger i provinsen Jawa Tengah, i den västra delen av landet, 500 km öster om huvudstaden Jakarta.